# التاريخ الجيني لشرق آسيا

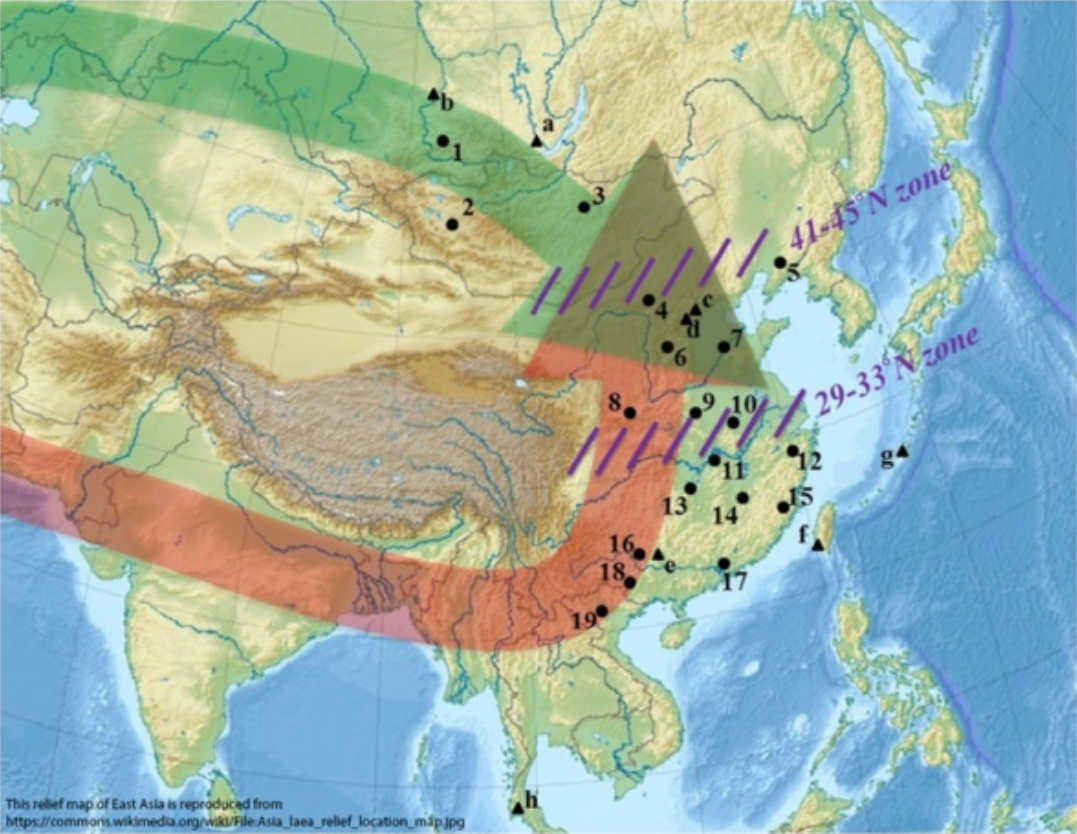
خريطة طبوغرافية لشرق آسيا تظهر طرق هجرة بشرية حديثة مفترضة وحواجز مقترحة. يتم تمثيل الطرق الشمالية والجنوبية بأسهم خضراء وحمراء ، على التوالي ، في حين تم تمييز منطقتي التلامس باللون الأرجواني.

تشرح هذه المقالة التركيب الجيني والتاريخ السكاني لشعوب شرق آسيا والسكان المرتبطين ارتباطًا وثيقًا (أي (سكان جنوب شرق آسيا، وسيبيريا، وبولينيزيا، والأمريكيون الأصليون) بالإضافة إلى أوقيانوسيا، وجزئيًا، آسيا الوسطى وجنوب آسيا)، والتي يشار إليها مجتمعة باسم «شرق أوراسيا» في الجينوميات السكانية.

## نظرة عامة

### الأصول
تناولت أبحاث الجينوم السكاني أصل وتشكّل شعوب شرق آسيا المعاصرة. انفصل أسلاف الشرق الآسيويين (الأوراسيون الشرقيون القدماء) عن باقي المجموعات البشرية (الأوراسيون الغربيون القدماء) قبل نحو 70000 إلى 50000 سنة. تشمل المسارات المحتملة لدخول شرق آسيا طريقًا شماليًا من آسيا الوسطى، يبدأ شمال جبال الهملايا، وطريقًا جنوبيًا يبدأ جنوب الهملايا ويمر عبر جنوب وجنوب شرق آسيا. أشار فاليني وآخرون (2024) إلى أن الانقسام بين الأوراسيين الشرقيين القدماء والأوراسيين الغربيين القدماء قد حدث على الأرجح في هضبة فارس قبل أكثر من 48000 سنة.
تشير البيانات الوراثية الشجرية (الفيلاجينية) إلى أن موجة مبكرة من العصر الحجري الأعلى الأولي (>45 ألف سنة مضت) «نُسبت إلى حركة سكانية ذات سمات جينية موحّدة وثقافة مادية متماثلة» (الأوراسيون الشرقيون القدماء) انتشرت عبر أوراسيا، وكان أحد فروعها الرئيسية (الذي يُطلق عليه «النواة الأوراسية الشرقية» أو EEC) قد استخدم طريقًا جنوبيًا عبر جنوب آسيا، حيث تفرّعوا سريعًا ليشكلوا أسلاف الشعوب الأسترونيزية (الأوقيانيون)، والهنود الجنوبيون القدماء (AASI)، وكذلك سكان أندامان وسكان شرق وجنوب شرق آسيا، رغم أن البابويين قد يكونون قد تلقوا نسبة صغيرة من التدفق الجيني (~2%) من مجموعة سابقة (تُعرف بـ xOoA) بالإضافة إلى اختلاط أركائي إضافي في منطقة ساهول.
السلالات القديمة المنفصلة من الأوراسيين الشرقيين القدماء، والتي ارتبطت بانتشار ثقافة العصر الحجري الأعلى الأولي عبر الطريق الشمالي نحو أوروبا الشرقية (كهف باتشو كيرو وبيشتيرا كو أواسي) وآسيا الوسطى (رجل أوست-إيشيم) وسيبيريا (كارا-بوم وغيرها) وكذلك شمال غرب الصين، لم تسهم إلا بقدر ضئيل أو معدوم في النسب الجيني لشرق الآسيويين المعاصرين، الذين تبيّن أنهم ينحدرون بشكل رئيسي من موجة الطريق الجنوبي.
أدى الانتشار الجنوبي الوحيد إلى منطقة جنوب وجنوب شرق آسيا إلى نشوء مجموعات AASI وسكان أندامان والسكان شرق الآسيويين وسكان أوقيانوسيا. تحظى فرضية الأصل الجنوبي بدعم قوي من البيانات الأركيولوجية الجينية (الأركيوجينية) والتقارب الوراثي بين هذه المجموعات التي تُعرف بـ«نواة الأوراسيين الشرقيين» (EEC). رغم أن السمات المورفولوجية المميزة لدى شعوب شمال شرق آسيا وسيبيريا الحديثة أثارت تساؤلات حول احتمال وجود أصل شمالي مختلف، فإن هذه السمات رُبطت لاحقًا بتكيّف مع المناخ البارد القاسي خلال الحد الأقصى الجليدي الأخير (LGM) بين 24–16 ألف سنة مضت، من قِبل مجموعة سكانية قديمة ذات أصول جنوبية، انتقلت إلى شمال شرق آسيا وسيبيريا من جنوب شرق آسيا.
تدعم هذه الفرضية الأدلة المورفولوجية التي تشير إلى تشابه أكبر بين عينات بشرية قديمة من شرق آسيا، مثل إنسان تيانييوان وبقايا كهف تشوكوديان العلوي وإنسان ليوجيانغ وسكان كهف الأيائل الحمر وشعب الجومون وبقايا كهوف ليانغداو وتشيه، وبين مجموعات جنوبية وأحفوريات قديمة مثل بقايا كهف نياه وبقايا واجاك أو الهوابينيين، إضافة إلى شعوب الأندامان الحديثة، الفيدا، والسكان الأصليين لأستراليا، رغم أنهم جينيًا أقرب إلى المجموعات الشمالية الشرقية المشتقة مثل سكان شمال شرق آسيا وسيبيريا.
بالإضافة إلى ذلك، فإن التنوع الجيني ضمن السكان الآسيويين الحاليين يظهر ارتباطًا قويًا مع خط العرض: حيث يتناقص التنوع الجيني من الجنوب إلى الشمال. يظل هذا الارتباط قائمًا حتى عند النظر فقط إلى سكان جنوب شرق آسيا والبر الرئيسي لشرق آسيا، ما قد يُعزى إلى تأثير مؤسس تسلسلي، ويتماشى مع هجرة شرقية واحدة للبشر المعاصرين على طول الطريق الجنوبي إلى جنوب وجنوب شرق آسيا. تمايز أسلاف شرق الآسيويين في جنوب شرق آسيا، وتفرّعوا شمالًا عبر القارة.
وترتبط السلالات الأبوية السائدة لدى شرق الآسيويين الناتجة عن «المسار الجنوبي» بفروع من التحورات C-M217  وD-M174 وO-M175 وN-M231، إلى جانب تحورات أخرى. لا تزال الأنماط الدقيقة للانتشار الشمالي لأسلاف شرق الآسيويين من جنوب شرق آسيا غير واضحة، إذ قد يكون هناك كل من «مسار داخلي» و«مسار ساحلي»، مرتبطين جزئيًا بتوزيع وتكرار فروع التحورات الأبوية، مع اقتراح سيناريوهات بديلة كذلك.
توجد أيضًا أدلة جينية تشير إلى هجرات إلى شمال آسيا وسيبيريا من مصدر أوراسي غربي لاحق يعود إلى العصر الحجري الأعلى. بينما يُرجَّح أن الموجة الجنوبية قد تنوعت بعد استقرارها داخل شرق آسيا، فإن الموجة المرتبطة بالأوروبيين من العصر الحجري الأعلى اختلطت مع الموجة الجنوبية في مكان ما في سيبيريا. أدى هذا اللقاء والتواصل إلى نشوء السلالة المعروفة باسم الأوراسيين الشماليين القدماء (ANE).
يُقدَّر أن الأوراسيين الشماليين القدماء يستمدون نحو ثلثي (50–71%) نسبهم من مصدر أوراسي غربي يُمثله أفضل تمثيل الأوروبيون من العصر الحجري الأعلى، ونحو الثلث (29–50%) من مصدر أوراسي شرقي يُمثله إنسان تيانييوان أو شعوب شرق/جنوب شرق آسيا من العصر الحجري الأعلى. تُظهر هذه الحادثة من الاختلاط الجيني في العصر الحجري الأعلى آثارًا لاحقة في انتشار التحورات الجينية Q وR، بالإضافة إلى النسب المشابه لنسب ANE في شمال أوراسيا، مع تأثير محدود فقط على المجموعات شرق الآسيوية الحديثة.
على الرغم من أن هوانغ وآخرين (2021) وجدوا دليلًا على أن البشرة الفاتحة خضعت للانتقاء الطبيعي لدى السكان الأسلاف للأوراسيين الغربيين والشرقيين قبل انفصالهم، فإن الفترة الرئيسية لانتقاء الألائل المرتبطة بالبشرة الفاتحة (مثل rs1800414-G) بدأت منذ نحو 25000 إلى 30000 سنة في شرق آسيا، بعد التوسع شمالًا من جنوب آسيا. تُعد هذه الألائل المرتبطة بالبشرة الفاتحة متميزة عن تلك الموجودة لدى سكان أوروبا والشرق الأوسط.

### التنوّع والتفرّع الداخلي
بعد استيطان منطقة جنوب وجنوب شرق آسيا من قِبل نواة الأوراسيين الشرقيين (EEC)، تفرّعت هذه المجموعة السكانية السلفية بسرعة إلى ثلاث سلالات شرق آسيوية عميقة التفرّع على الأقل، وهي: الهنود الجنوبيون القدماء (AASI) الذين ظلوا في جنوب آسيا، والأستراليون الآسيويون (AA) الذين اتجهوا نحو أوقيانوسيا، وفرع شرق وجنوب شرق آسيا (ESEA) الذي استقر في جنوب شرق آسيا ثم توسّع لاحقًا نحو الشمال. أصبح فرع ESEA السلف الأساسي لمعظم شعوب شرق آسيا المعاصرين، بالإضافة إلى سكان جنوب شرق آسيا والبولينيزيين والسيبيريين والسكان الأصليين للأمريكيتين. يُقدّر أن هذه المجموعة السكانية السلفية توسّعت من جنوب شرق آسيا البرّية قبل نحو 40000 سنة. يُظهر أقدم تفرّع داخل سلالة ESEA نشوء الصيادين-الجامعين الهوابينهيين في جنوب شرق آسيا (ويُعتبرون «آسيويين قاعديين»)، بالإضافة إلى سلالة تيانييوان التي تعود إلى نحو 39000 سنة في شمال الصين ومنطقة نهر آمور. تلا ذلك تفرّع سلالة لونغلين في غوانغشي وسلالات جومون في أرخبيل اليابان، وأخيرًا الانقسام بين شرق آسيويين جنوبيين قدماء (ASEA) وشرق آسيويين شماليين قدماء (ANEA) في مكان ما في شرق آسيا. يُقدّر أن الانقسام بين ASEA وANEA حدث في الفترة ما بين 26000 و20000 سنة مضت. منذ ما لا يقل عن 19000 سنة، حلّت السلالة ANEA محل سلالة تيانييوان الأقدم في شمال الصين ومنطقة آمور وأجزاء من سيبيريا. أما سلالة لونغلين/غوانغشي فقد استُبدلت إلى حد كبير بسلالة ASEA منذ ما لا يقل عن 9000 سنة في جنوب الصين.